# Gran Premi dels Estats Units de Motocròs 500cc
|  | Per a altres significats, vegeu «Gran Premi dels Estats Units de Motocròs». |

El Gran Premi dels Estats Units de Motocròs en la cilindrada de 500cc (en anglès, 500 cc United States Moto-Cross Grand Prix), abreujat GP dels Estats Units de 500cc, fou una prova internacional de motocròs que es va celebrar anualment als Estats Units entre el 1973 i el 1992. Fou el primer Gran Premi puntuable per al Campionat del Món d'aquesta cilindrada que es va celebrar fora d'Europa.
El GP dels Estats Units de 500cc es disputà sempre a Califòrnia, inicialment durant el mes de juny al cèlebre circuit de Carlsbad (on romangué catorze edicions seguides), després a Hollister dos anys i, per acabar, a Glen Helen les tres darreres edicions. A mesura que el Campionat AMA de motocròs anava agafant prestigi internacional, l'interès pel campionat del món va decaure progressivament als EUA fins que, finalment, el Gran Premi es va deixar de convocar.

## Edicions
| Circuit    | Ciutat         | Estat      | Data usual | De   | A    | Edicions |
| ---------- | -------------- | ---------- | ---------- | ---- | ---- | -------- |
| Carlsbad   | Carlsbad       | Califòrnia | Al juny    | 1973 | 1986 | 14       |
| Hollister  | Hollister      | Califòrnia | Al juny    | 1988 | 1989 | 2        |
| Glen Helen | San Bernardino | Califòrnia | A l'agost  | 1990 | 1992 | 3        |
| Total      | 3              |            |            |      |      | 19       |

## Palmarès
Font:
| Edició | Any  | Lloc          | Data            | Guanyador         | Guanyador     |
| ------ | ---- | ------------- | --------------- | ----------------- | ------------- |
| I      | 1973 | Carlsbad      | 23-24 de juny   | Willy Bauer       | Maico         |
| II     | 1974 | Carlsbad      | 13-14 de juliol | Gerrit Wolsink    | Suzuki        |
| III    | 1975 | Carlsbad      | 21-22 de juny   | Gerrit Wolsink    | Suzuki        |
| IV     | 1976 | Carlsbad      | 19-20 de juny   | Gerrit Wolsink    | Suzuki        |
| V      | 1977 | Carlsbad      | 19-19 de juny   | Gerrit Wolsink    | Suzuki        |
| VI     | 1978 | Carlsbad      | 3-4 de juny     | Heikki Mikkola    | Yamaha        |
| VII    | 1979 | Carlsbad      | 9-10 de juny    | Gerrit Wolsink    | Suzuki        |
| VIII   | 1980 | Carlsbad      | 21-22 de juny   | Marty Moates      | Yamaha        |
| IX     | 1981 | Carlsbad      | 20-21 de juny   | Chuck Sun         | Honda         |
| X      | 1982 | Carlsbad      | 19-20 de juny   | Danny Chandler    | Honda         |
| XI     | 1983 | Carlsbad      | 25-26 de juny   | Håkan Carlqvist   | Yamaha        |
| XII    | 1984 | Carlsbad      | 23-24 de juny   | Broc Glover       | Yamaha        |
| XIII   | 1985 | Carlsbad      | 29-30 de juny   | David Bailey      | Honda         |
| XIV    | 1986 | Carlsbad      | 28-29 de juny   | Rick Johnson      | Honda         |
|        | 1987 | No es disputà | No es disputà   | No es disputà     | No es disputà |
| XV     | 1988 | Hollister     | 25-26 de juny   | Eric Geboers      | Honda         |
| XVI    | 1989 | Hollister     | 17-19 de juny   | Ron Lechien       | Kawasaki      |
|        |      |               |                 |                   |               |
| XVII   | 1990 | Glen Helen    | 25-26 d'agost   | Eric Geboers      | Honda         |
| XVIII  | 1991 | Glen Helen    | 24-25 d'agost   | Jean-Michel Bayle | Honda         |
| XIX    | 1992 | Glen Helen    | 4-5 d'abril     | Jean-Michel Bayle | Honda         |

## Estadístiques

### Guanyadors múltiples
| Pilot             | Victòries |
| ----------------- | --------- |
| Gerrit Wolsink    | 5         |
| Eric Geboers      | 2         |
| Jean-Michel Bayle | 2         |

### Victòries per país
| País          | Victòries |
| ------------- | --------- |
| Estats Units  | 7         |
| Països Baixos | 5         |
| Bèlgica       | 2         |
| França        | 2         |
| RFA           | 1         |
| Suècia        | 1         |
| Finlàndia     | 1         |
| Total         | 19        |

### Victòries per marca
| Marca    | Victòries |
| -------- | --------- |
| Honda    | 8         |
| Suzuki   | 5         |
| Yamaha   | 4         |
| Kawasaki | 1         |
| Maico    | 1         |
| Total    | 19        |